# Bill Norrie
Pour les articles homonymes, voir Norrie.
William (Bill) Norrie, né le 21 janvier 1929 à Saint-Boniface et mort le 6 juillet 2012 à Winnipeg, est un homme politique canadien au Manitoba. Il est maire de Winnipeg de 1979 à 1992.

## Biographie
Né à Saint-Boniface au Manitoba, Norrie occupe le poste de chancelier de l'Université du Manitoba de 2001 à 2009,.
Nommé consul général honoraire du Japon à Winnipeg, il est récompensé de l'ordre du Soleil levant au printemps 2009.
Bill Norrie meurt le 6 juillet 2012 à Winnipeg d'un insuffisance respiratoire à l'âge de 83 ans. Sa dépouille repose au cimetière du quartier winnipégois d'Elmwood (en).

## Vie privée
En août 1992, son fils Duncan meurt dans un accident d'avion au Népal à l'âge de 34 ans. Une rue de Winnipeg est nommée en son honneur,. Son autre fils, Mark, est mort à l'âge de 36 ans en mars 2001 à Bali où il résidait depuis environ cinq ans.